# Erwin Nickel
Erwin J. Nickel (* 11. Mai 1921 in Frankenstein; † 4. Juli 2005) war ein deutscher Mineraloge sowie Parawissenschaftler und Paranormologe.

## Leben
Erwin Nickel studierte ab 1939, mit Unterbruch durch den Militärdienst, Chemie und Mineralogie in Breslau, Posen und Wien. 1944 wurde er in Wien promoviert. Nach der Kriegsgefangenschaft wurde er 1947 Assistent in Heidelberg und habilitierte sich dort 1951. Nach Tätigkeit als Privatdozent am Mineralogie-Institut der Universität Münster erhielt er 1956 einen Ruf auf die Professur für Mineralogie und Petrografie an der Universität Fribourg. Er wurde zudem  Direktor des Mineralogischen Instituts  der  Universität Fribourg. 1987 wurde er emeritiert.

## Wirken
Nickel engagierte sich in vielen Kommissionen an der Universität wie auch von schweizerischen Fachgesellschaften. In den akademischen Jahren 1965 bis 1966 und  1982 bis 1983 war er Dekan der mathematisch-naturwissenschaftlichen Fakultät. Zudem war er zwischen 1966 und 1973 interimistischer Konservator des  Museums  sowie  Mitglied  der Museumskommission. 
Er veröffentlichte über 90 Arbeiten zu seinen Forschungen in Kristallographie, Erzlagerstätten, spezieller  Mineralogie, Petrographie  und Vulkanologie. Sein dreibändiges Lehrbuch „Grundwissen in Mineralogie“ wurde Standardwerk der Ausbildung.
Insbesondere engagierte sich Nickel in interdisziplinären Studien, insbesondere in christlicher Philosophie, und publizierte über 80 Schriften in diesem Themenbereich. Er war Ehrenpräsident des Instituts für Grenzgebiete der Wissenschaft (IGW) von Andreas Resch in Innsbruck, Mitglied der Wissenschaftlichen Gesellschaften Österreichs, und mehrmals Präsident von Imago Mundi, einer Internationalen Interessengemeinschaft für Grenzgebiete der Wissenschaft. Zudem war er von 1972 bis 1996 Präsident von Via Mundi in München, einer Interessengemeinschaft für transzendenzoffene Wissenschaft und christliche Spiritualität. Im Rahmen dieser Engagements beschäftigte er sich unter anderem mit der Reinkarnation; zur Widerlegung der Reinkarnationslehre legte er 2002 die Schrift „Der Sinn des Ganzen. Erfahrungen zwischen Wissen und Glauben“ vor.
1965 wurde er Ehrenmitglied der katholischen Studentenverbindung K.D.St.V. Teutonia Freiburg im Uechtland im CV.

## Schriften
- Naturwissenschaft an der Grenze der Metaphysik. Die Egge, Nürnberg 1947.
- Der Mensch und sein Weltbild: Naturphilosophische Betrachtungen. Die Egge, Nürnberg 1947.
- Das physikalische Modell und die metaphysische Wirklichkeit. Versuch einer Metaphänomenologie. Reinhardt, Basel 1952.
- Die Reproduzierbarkeit der sogenannten empfindlichen Kupferchloridkristallisation. Universitätsverlag, Freiburg (Schweiz) 1968.
- Die Naturwissenschaft und das Schicksal der Menschheit. Universitätsverlag, Freiburg (Schweiz) 1971.
- Grundwissen in Mineralogie, Ein Lehr- und Lernbuch auf elementarer Basis für Kristall-, Mineral- und Gesteinskunde. 3 Bände. Ott, Thun 1971–1975.
- Odenwald. Vorderer Odenwald zwischen Darmstadt und Heidelberg. (= Sammlung geologischer Führer 65) Borntraeger, Berlin, Stuttgart 1979, 2. Aufl. 1985. ISBN 3-443-15024-1.
- Der Sinn des Ganzen. Universitätsverlag, Freiburg (Schweiz) 2002, ISBN 3-7278-1165-X.